# Caso Leningrado
O Caso Leningrado ou Caso de Leningrado, foi uma série de casos criminais fabricados no final de 1940 e início de 1950, a fim de acusar uma série de proeminentes políticos e membros do Partido Comunista da União Soviética de traição,  pela intenção de criar uma organização anti-soviética  baseada em Leningrado.

## Preâmbulo
Moscou e Leningrado eram dois centros de poder na União Soviética. Os pesquisadores argumentam que a motivação por trás dos casos foi o medo de Joseph Stalin  da concorrência dos líderes mais jovens e populares de Leningrado - que tinham sido tratados como heróis após o cerco da cidade durante a Segunda Guerra Mundial.
O desejo de Stalin de manter o poder foi combinado com a sua profunda desconfiança de alguém de St. Petersburg / Leningrado a partir do momento do envolvimento de Stalin na  Revolução Russa, Guerra Civil Russa, a execução de Grigory Zinoviev e a Oposição de Direita. Entre os concorrentes de Stalin de Leningrado que também foram assassinados constam dois ex-prefeitos da cidade:Sergei Kirov e Leon Trotsky. Durante o cerco a Leninegrado, os líderes da cidade eram praticamente autônomos de Moscou e mesmo assim conseguiram construir uma defesa impenetrável que salvou a cidade durante os 900 dias de duração do cerco ganhando a batalha por conta própria. Os sobreviventes do cerco se tornaram heróis nacionais, e os líderes de Leningrado novamente ganharam muita influência no governo Federal Soviética em Moscou. Agora Stalin precisava restaurar seu controle ditatorial.

## Eventos
Em janeiro de 1949 Pyotr Popkov, Aleksei Kuznetsov and Nikolai Voznesensky organizaram a Feira de Leningrado para impulsionar a economia do pós-guerra e apoiar os sobreviventes do cerco a Leninegrado trazendo bens e serviços de outras regiões da União Soviética. A Feira foi atacada por funcionários soviéticos da propaganda stalinista, e foi falsamente retratada como um esquema para usar o orçamento federal de Moscou para o desenvolvimento de negócios em Leningrado, embora o orçamento da feira fora aprovado pelo Comissão de Planejamento do Estado.
O acusador inicial era Georgy Malenkov, primeiro vice de Stalin. Então acusações formais foram formuladas pelo Partido Comunista e assinadas por Malenkov, e Lavrentiy Beria. Mais de duas mil pessoas do governo da cidade de Leningrado e as autoridades regionais foram presos. Também foram detidos muitos gerentes industriais, cientistas e professores universitários. A cidade e as autoridades regionais em Leningrado foram rapidamente ocupados por comunistas pró-Stalin transplantado de Moscou. Vários políticos importantes foram presos em Moscou e outras cidades em toda a União Soviética.
Como resultado do primeiro julgamento, em 30 de setembro de 1950, Nikolai Voznesensky (presidente da Gosplan), Mikhail Rodionov (presidente da  RSFSR do Conselho de Ministros  da União Soviética), Aleksei Kuznetsov e outros três foram condenados à morte sob falsas acusações de desvio de recursos do orçamento do Estado soviético de "negócio não aprovados em Leningrado", que foi rotulados como traição anti-soviética.

## Execuções
O veredicto foi anunciado por trás de portas fechadas após a meia-noite e as seis principais réus, incluindo o prefeito da cidade, foram executados por fuzilamento em 01 de outubro. Mais de 200 funcionários de Leningrado foram condenados a penas de prisão de 10 a 25 anos. Suas famílias foram despojados de direitos para viver e trabalhar em qualquer grande cidade, limitando assim a sua vida para a Sibéria.
Cerca de 2.000 figuras públicas de Leningrado foram removidos de suas posições e exiladas da sua cidade, perdendo suas casas e outros bens. Todos eles sofreram repressão  juntamente com seus familiares. Respeitados intelectuais, cientistas, escritores e educadores, muitos dos quais eram pilares da comunidade da cidade, foram exilados ou presos nos campos de prisioneiros. Intelectuais foram duramente perseguidos pelos menor sinal de dissidência, como Nikolai Punin, que foi morto na prisão por expressar o seu desagrado da propaganda da União Soviética  e os milhares de retratos de Lenin.
O Caso Leningrado foi organizado e supervisionado por Malenkov e Beria.  Execuções e purgas foram feitas por Viktor Abakumov e pelo  MGB (sucessor da NKVD) . Os tumulos dos líderes executados de Leningrado nunca foram marcados e suas localizações exatas ainda são desconhecidas.
Todos os acusados foram posteriormente reabilitados durante o Degelo de Kruschev, muitos deles a título póstumo.